# Stojan Puc
Stojan Puc (9 d'abril de 1921 – 29 de gener de 2004) fou un jugador d'escacs eslovè (ciutadà iugoslau). Obtingué el títol de Mestre Internacional el 1950, i el de Gran Mestre (honorífic) el 1984.
|  |

## Resultats destacats en competició
Va guanyar el Campionat d'escacs d'Eslovènia quatre cops: (1954 (ex aequo), 1958, 1965 (ex aequo), i 1967).
Va empatar als llocs 5è-6è al torneig d'”alliberament” de Ljubljana 1945/46 (el campió fou Svetozar Gligorić); fou 8è al campionat iugoslau de Zagreb 1946 (el campió fou Petar Trifunović); fou 2n a Rogaška Slatina 1948; fou 1r empatat amb Jan Foltys al Memorial Schlechter de Viena 1949; fou 14è a Bled 1950 (campió: Miguel Najdorf); guanyà a Dortmund 1951; fou 19è a Belgrad 1952 (campió: Herman Pilnik); empatà als llocs 2n-4t a Krynica 1956 (campió: Borislav Milić); empatà als llocs 2n-5è a Portorož 1957; fou 1r amb Luděk Pachman a Sarajevo 1960; empatà als llocs 7è-8è a Ljubljana 1969 (1r Memorial Vidmar, el campió fou Albin Planinc) i empatà als llocs 17è-18è a Ljubljana / Portorož 1973 (2n Memorial Vidmar, el campió fou Lajos Portisch).

### Participació en olimpíades
Puc va representar Iugoslàvia en el segon tauler suplent (+1 -1 =0) a la IX Olimpíada d'escacs a Dubrovnik 1950, on l'equip iugoslau hi va guanyar la medalla d'or.

## Contribució a la teoria dels escacs
En honor seu s'anomena Variant Puc, dins la defensa Nimzoíndia, la seqüència de jugades: 1.d4 Cf6 2.c4 e6 3. Cc3 Ab4 4.e3 c6.